# Famille Mocenigo
Cette page explique l’histoire ou répertorie les différents membres de la famille Mocenigo.
La famille Mocenigo est une famille noble, de patriciens vénitiens, qui a donné plusieurs doges à la république de Venise.
Parmi les familles les plus importantes de la ville, et mentionnée dès le XIIe siècle, sont issus sept doges de la république de Venise et d'autres éminents hommes politiques, diplomates, soldats, écrivains et membres du clergé.

## Historique

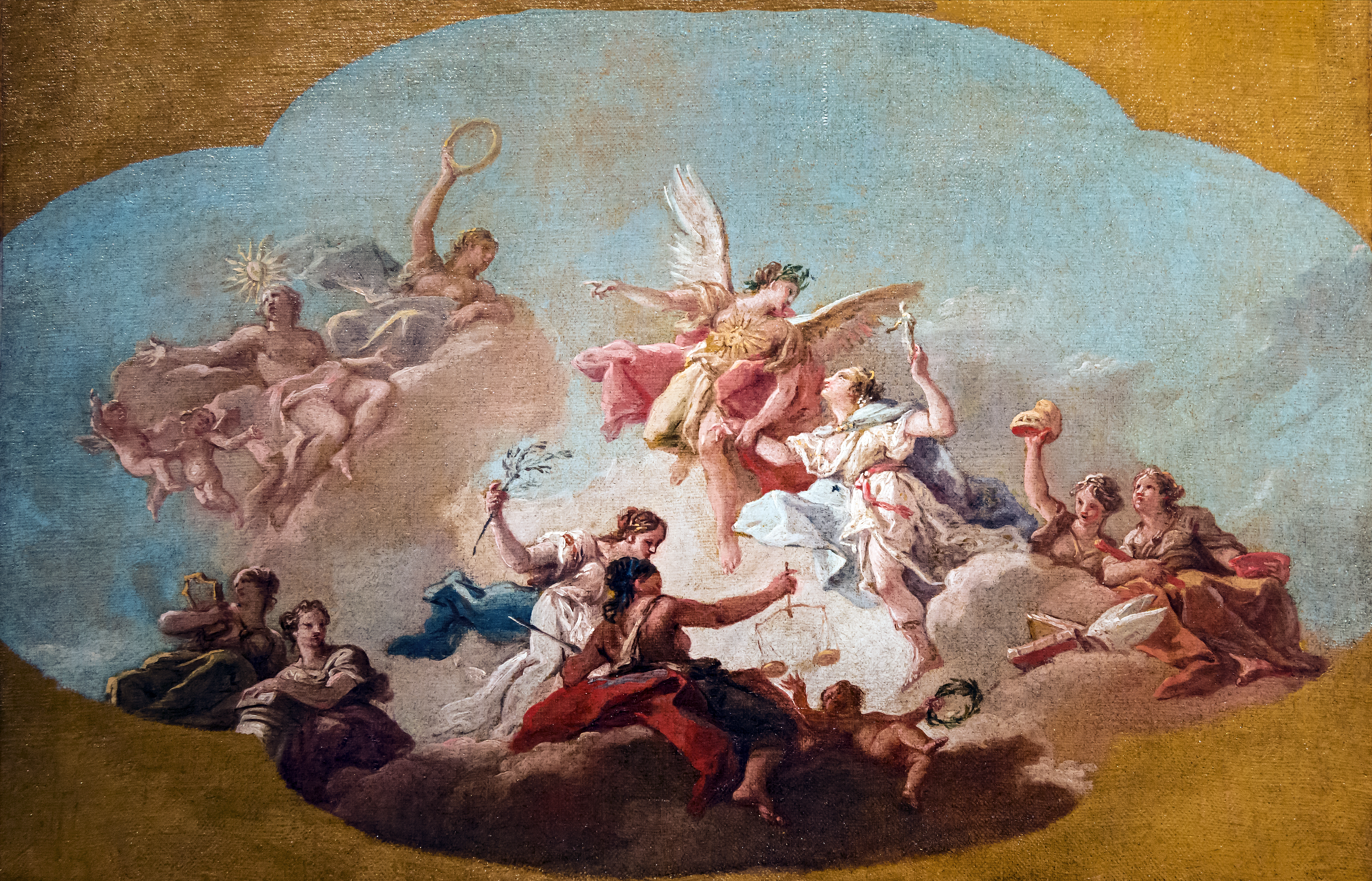
Allegorie des vertus des Mocenigo 1782 Jacopo Guarana.

La tradition veut que la famille Mocenigo soit originaire de Milan, patrie du fondateur de la famille, Benedetto, lequel déménagea en Vénétie, où il édifia le château de Musestre (it), près de Sile. Il s'installa à Venise, fut admis comme patricien et nommé commandant de la défense de l'Istrie.
Le fait est que les Mocenigo ont été initialement appelés Marzolino ou Moyosolino et la diction moderne a été fixée seulement en 1122. Ils sont restés dans le Grand Conseil même après son « lockout » de 1297.
Il y avait deux principales branches de la famille, les Mocenigo Casa Vecchia et les Mocenigo Casa Nuova. Ces dénominations ont pour origine la subdivision de la propriété des édifices familiaux : la branche aînée Casa Vecchia acquit le plus ancien des palais Mocenigo sur le Grand Canal (Palazzo Mocenigo Casa Vecchia a San Samuele).
La branche Casa Vecchia vivant à San Samuele, descendait de Pietro Mocenigo, militaire qui se distingue à la fin du XIIIe siècle, l'autre branche, provenaient de Nicolò, frère du doge Alvise Ier, et s'établit à San Stae, près du palazzo Mocenigo de Santa Croce, qui abrite aujourd'hui une galerie d'art et les bureaux du Centre pour l'histoire des textiles et de costumes Centro Studi di Storia del Tessuto e del Costume.

## Armoiries
| Image | Armes des Mocenigo |
| ----- | --- |
|       | Coupé d'azur sur argent, à 2 roses de 4 feuilles de l'un en l'autre, boutonnées d'or., |
|       | Alvise Mocenigo (10 avril 1760 - Venise † 25 décembre 1815 - Venise), conseiller d'État, sénateur du Royaume d'Italie (1805-1814), comte du Royaume, chevalier de l'ordre de la Couronne de fer, « Écartelé : au 1, des comtes sénateurs (du Royaume) ; au 2, d'azur à la fasce d'argent, chargée d'une rose du champ, accompagnée en chef d'une rose d'argent ; au 3, gueules au soleil horizontal cantonné à senestre de [...] et à une construction mouvant de la pointe et sortant d'un canal de [...] ; au 4, de sinople à deux barres d'argent. », Une couleur n'est pas précisée dans le blasonnement ci-dessus. Veuillez faire apparaître la couleur inconnue en blanc (table d'attente) et l'argent en gris. |

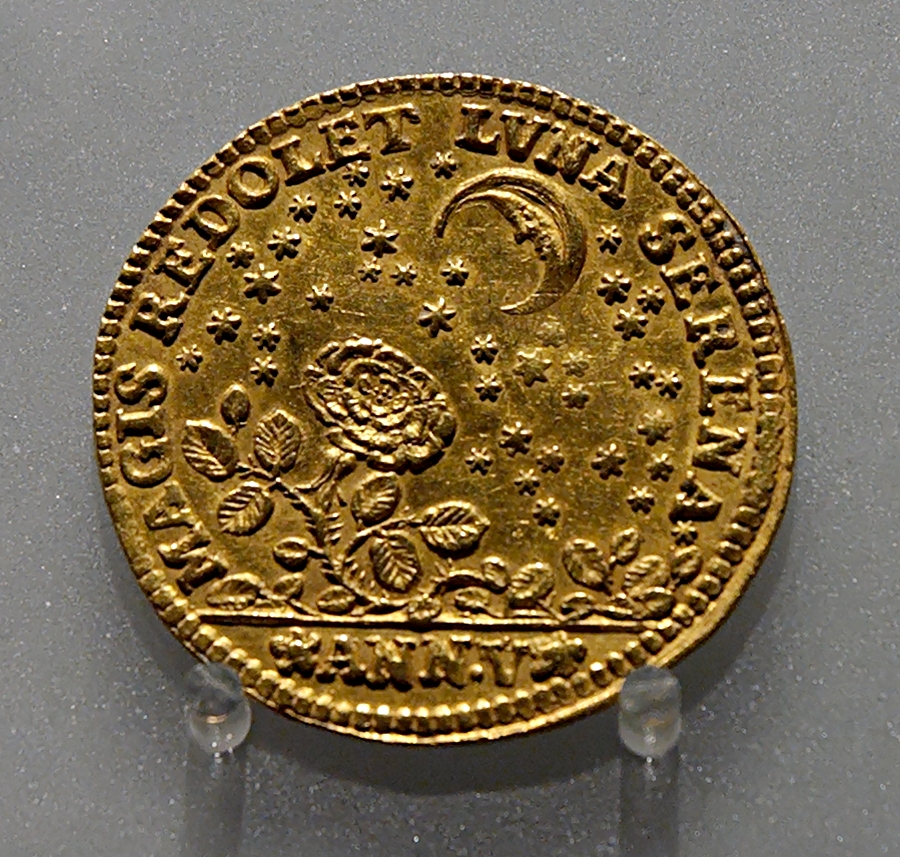
Monnaie (1704) du doge Alvise II Mocenigo de 1704.

## Personnalités

### Doges
- Tommaso Mocenigo élu 64e doge de Venise en 1414, et mourut en avril 1423. ;
- Pietro Mocenigo (Venise, 1406 – Venise, 1476), élu 70e doge de Venise en 1474, gouverna pendant deux ans avec beaucoup de prudence et de bonheur. Sa tombe sculptée par Pietro, Antonio et Tullio Lombardo entre 1476 et 1481 se trouve dans la basilique de San Zanipolo ;
- Giovanni Mocenigo (Venise, 1408 – Venise, 1485), élu 72e doge de Venise en 1478, frère du précédent ;
- Alvise Ier Mocenigo (1507 - 1577), élu 85e doge de Venise le 9 mai 1570, après Pietro Loredano, fit ligue avec le Pape et les Espagnols contre les Turcs, qui avaient pris l'île de Chypre, et mourut le 4 juin 1577 ;
- Alvise II Mocenigo, né le 13 janvier 1627, élu 110e doge de Venise le 13 juillet 1700, mourut le 6 mai 1709 ;
- Alvise III Sebastiano Mocenigo, qui avait été provéditeur général de la Mer, général de Dalmatie et commissaire plénipotentiaire de la République, pour le règlement des limites avec les commissaires turcs, fut élu 112e doge de Venise le 25 août 1722[8].
- Alvise IV Giovanni Mocenigo (1701–1778) élu 118e doge de Venise le 19 avril 1763,

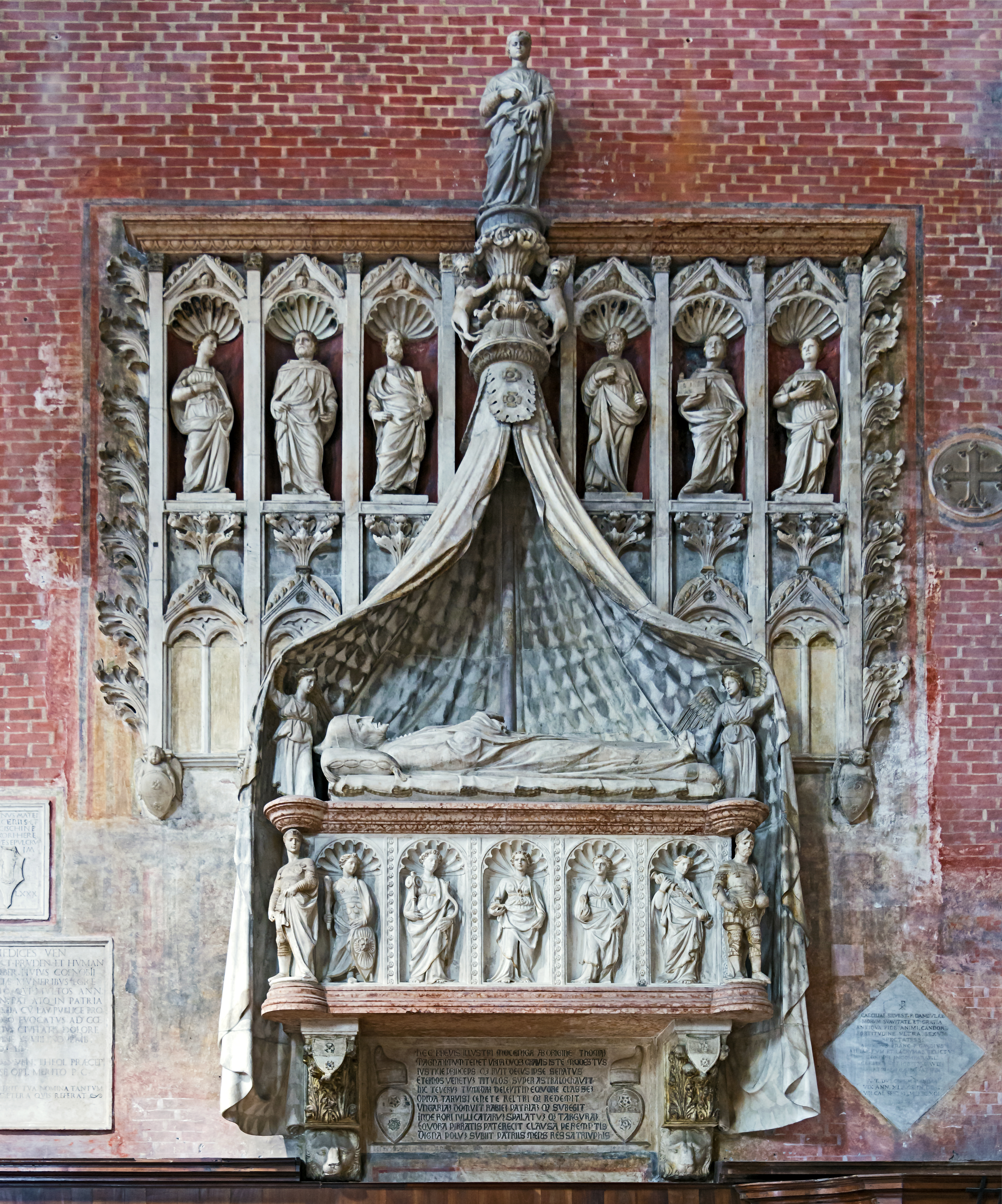
Tombe du doge Tommaso Mocenigo dans la basilique de San Zanipolo.
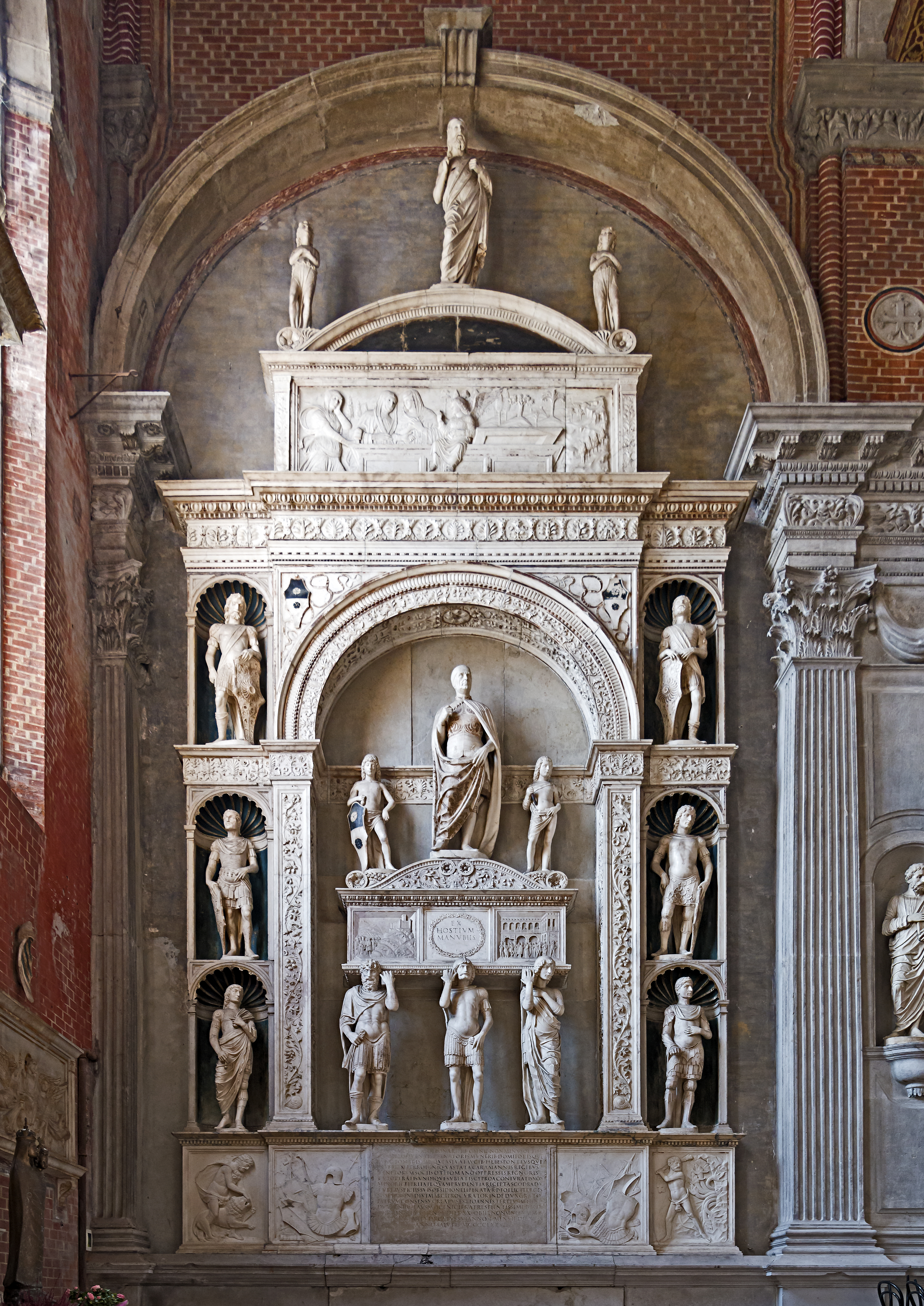
Tombe de Pietro Mocenigo.
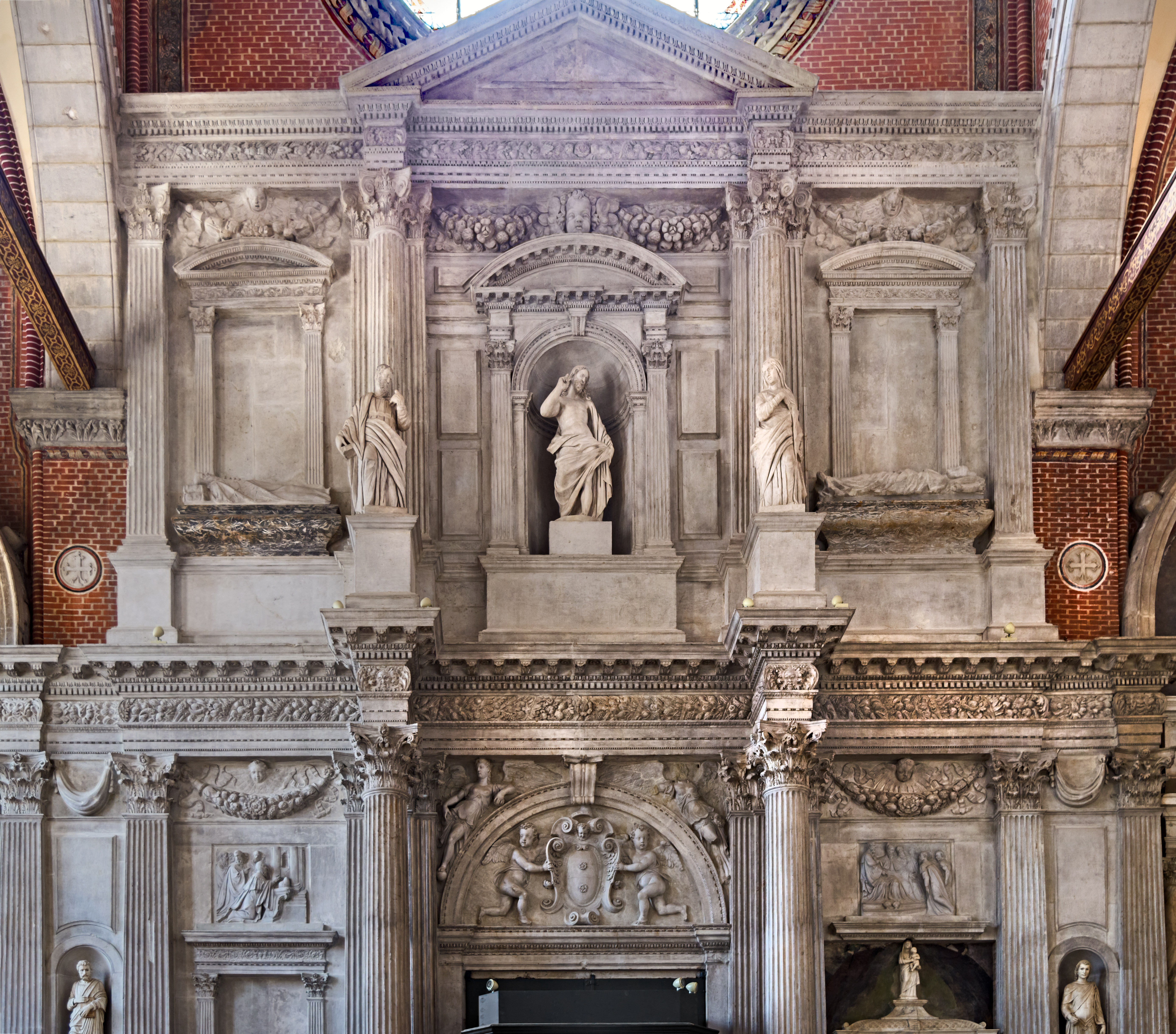
Monument d'Alvise Mocenigo.

### Personnalités politiques

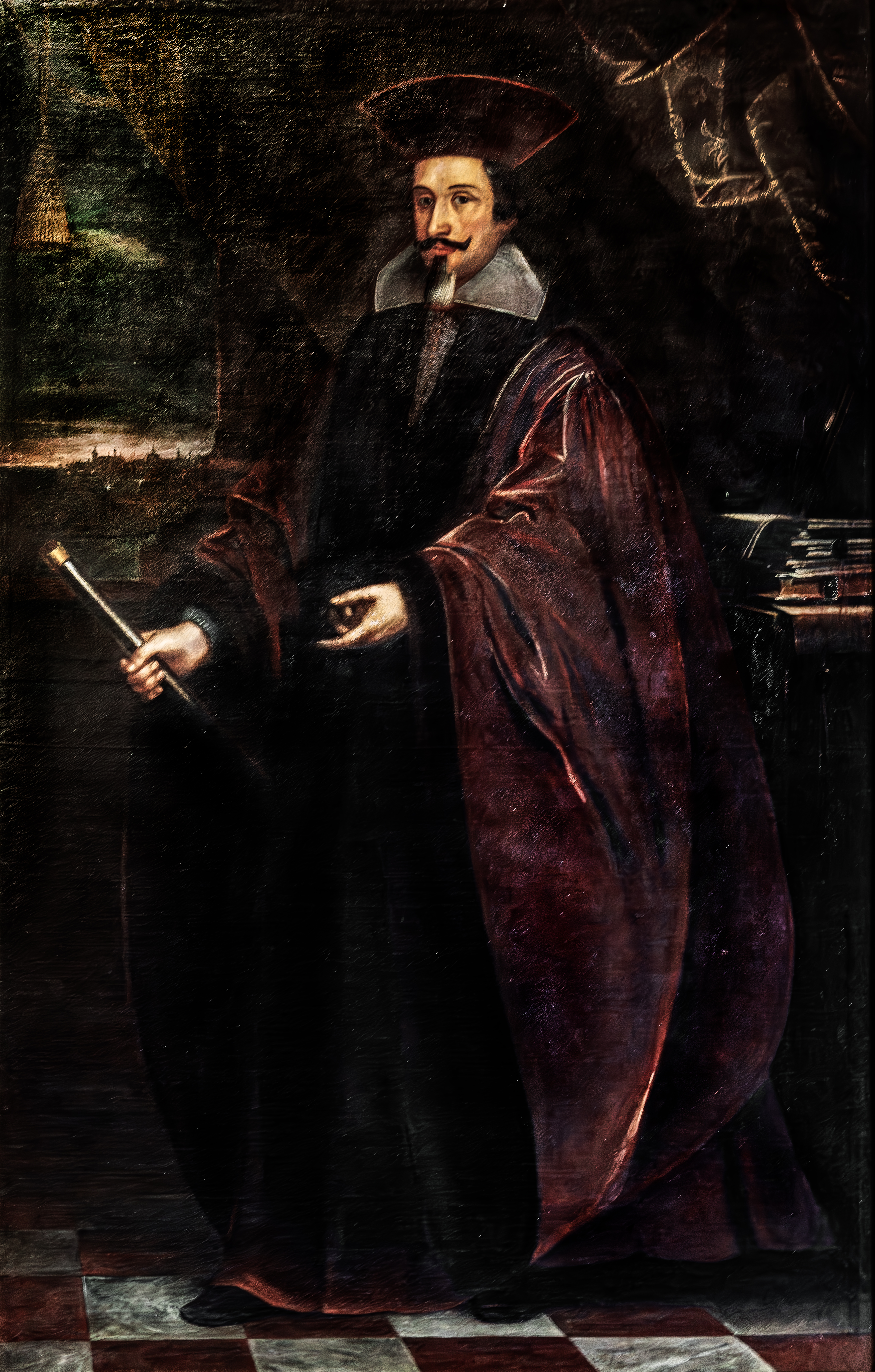
Alvise Mocenigo (1583 - 1654), procurateur de Saint-Marc, amiral et héros de la Guerre de Candie

- Andrea Mocenigo[9] (1473 - 1542) : historiographe
- Andrea Mocenigo, duc de Candie (1441-1443).
- Alvise Mocenigo (amiral) (it) (1583 - 1654), procurateur de Saint-Marc, amiral et héros de la Guerre de Candie
- Lazzaro Mocenigo, amiral, duc de Candie (1629-1631) et héros de l’expédition vénitienne des Dardanelles (it).
- Zacharia Mocenigo, duc de Candie (1559-1563).
- Zuane Mocenigo (1531 - 1598): provéditeur général de Marano en 1570, de Palmanova nel 1594, de Peschiera en 1591 et de Dalmatie ; Podestat et capitaine de Crema en 1596.
- Antonio Mocenigo (? - 1622?) : provéditeur général de Palmanova en 1621[10] et capitaine à Brescia en 1618[11]
- Alvise Mocenigo[12] (10 avril 1760 - Venise † 25 décembre 1815 - Venise), patricien vénitien, gouverneur de Vérone, ambassadeur de la république de Venise à Naples et « ancien membre des États d'Autriche ». Il se montra, quoique noble, un des plus zélés partisans de la Révolution de son pays. Il a été préfet de l'Agogna sous la République cisalpine et République italienne (1802-1805). Napoléon, devenu roi d'Italie (1805-1814), le nomma conseiller d'État et sénateur (19 octobre 1809), comte du Royaume (lettres patentes du 11 octobre 1810), chevalier de l'ordre de la Couronne de fer. Il avait épousé, le 25 novembre 1779 à Pisana Mocenigo (mariage dissous), puis marié, le 7 avril 1787 à Venise, avec Lucia Memo (née le 25 avril 1770 - Venise), dont :
  - Alvise Francesco (9 septembre 1799 - Venise † 13 novembre 1887 - Venise), comte Mocenigo (par diplôme de l'empereur d'Autriche du 1er juin 1819), marié le 25 novembre 1840 avec Maria Clementina zu Spaur und Flavon (1816 † 1891), dont :
    - Andrea (3 août 1850 - Venise † 26 juin 1878), comte Mocenigo, chevalier de Malte, marié, le 7 octobre 1876 au chateau de Haasberg, avec Olga Maria Friederike Franziska zu Windisch-Graetz (17 mars 1853 † 26 décembre 1934), dont :
      - Valentine ;
      - Marie-Clementine, mariée le 24 mai 1882, à Alberto Aquariva d'Aragona.

### Diplomates
- Alvise Francesco Mocenigo[13] (1799 - 1884): entrepreneur et diplomate à la cour d'Autriche ; fut aussi président de l'Ateneo Veneto di Scienze, Lettere ed Arti.

Et aussi
- Jean-Louis Mocenigo, noble vénitien, Chevalier de l'Étoile d'or, d'abord ambassadeur de la république de Venise à la cour d'Espagne en 1747, à celle de France en 1751, et nommé, en 1754, pour l'ambassade de Rome, est mort à Paris le 12 juin 1756, dans sa 46e. De son mariage, contracté en 1737, avec Blanche Morosini, fille de Louis, noble vénitien, et l'un des membres du Sénat, il a laissé pour enfants :
  - Jean-Louis, né en 1738 ;
  - Jean-Louis, dit le Jeune, né en 1744 ;
  - Marie, née en 1739 ;
  - Hélène, née en 1743.

### Militaires
- Alvise Mocenigo (amiral) (it) (1583 - 1654), procurateur de Saint-Marc, amiral et héros de la guerre de Candie
- Lazzaro Mocenigo (1624 - 1657) : amiral de la république de Venise.

### Autres
- Giovanni Mocenigo, qui a vécu à la fin du XVIe siècle a accusé en 1592 Giordano Bruno de blasphème et d'hérésie, lequel finit par sa faute sur le bucher en 1600.

### Ecclésiastiques
- Filippo Mocenigo[15] : archevêque catholique de Nicosie (1536-1571)
- Marco Antonio Mocenigo[16] : évêque de Vittorio Veneto (it) de 1586 à 1599.
- Leonardo Mocenigo[16] (? - 1623): évêque de Ceneda de 1599 à 1623.

### Galerie de portraits

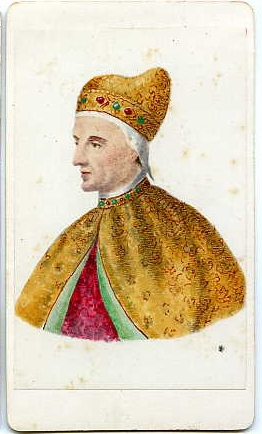
Tommaso Mocenigo.
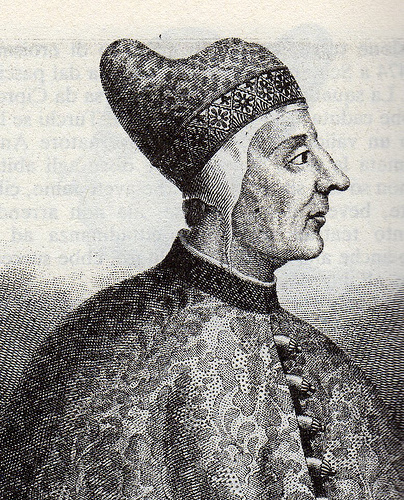
Pietro Mocenigo.
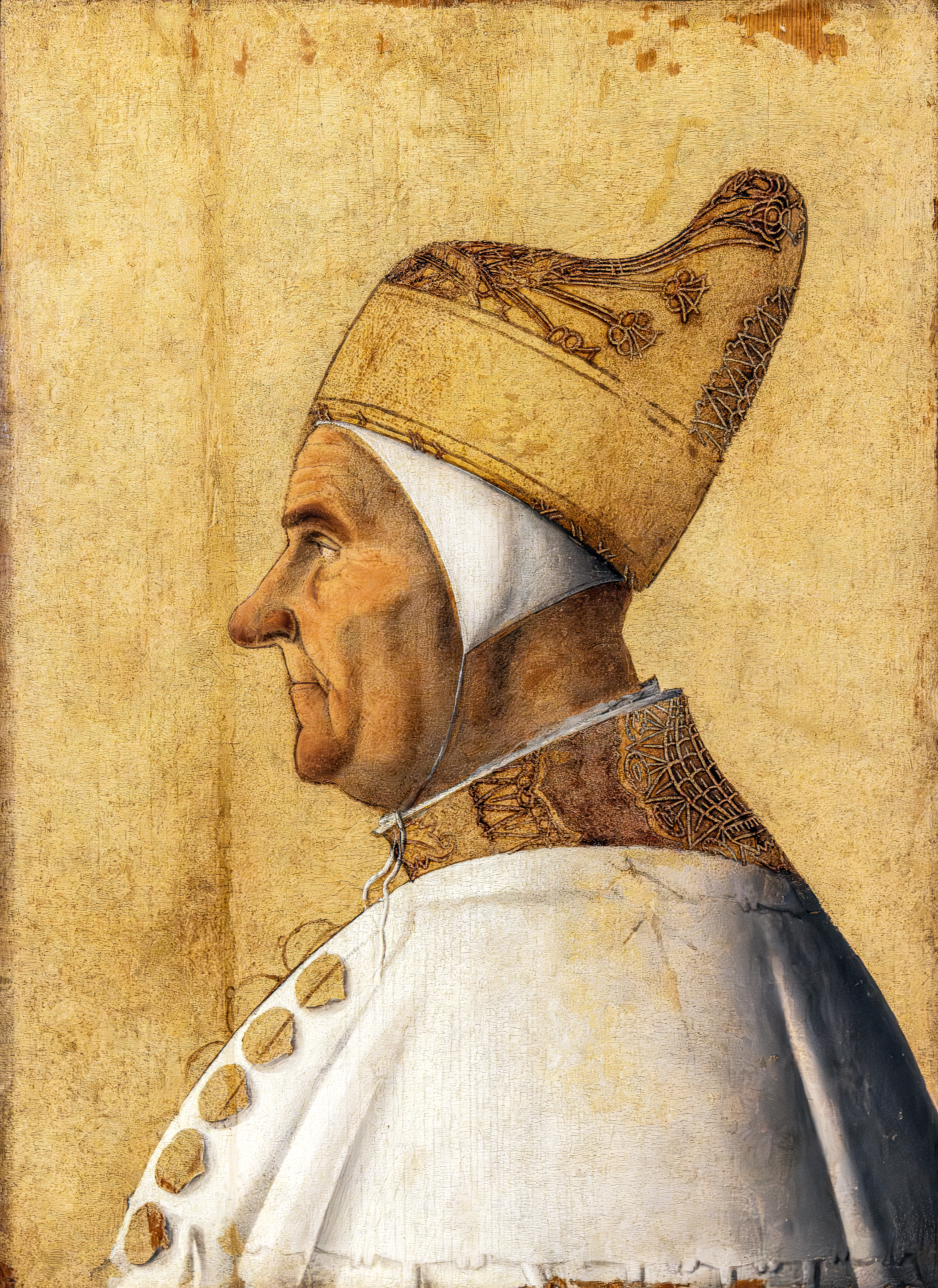
Giovanni Mocenigo.
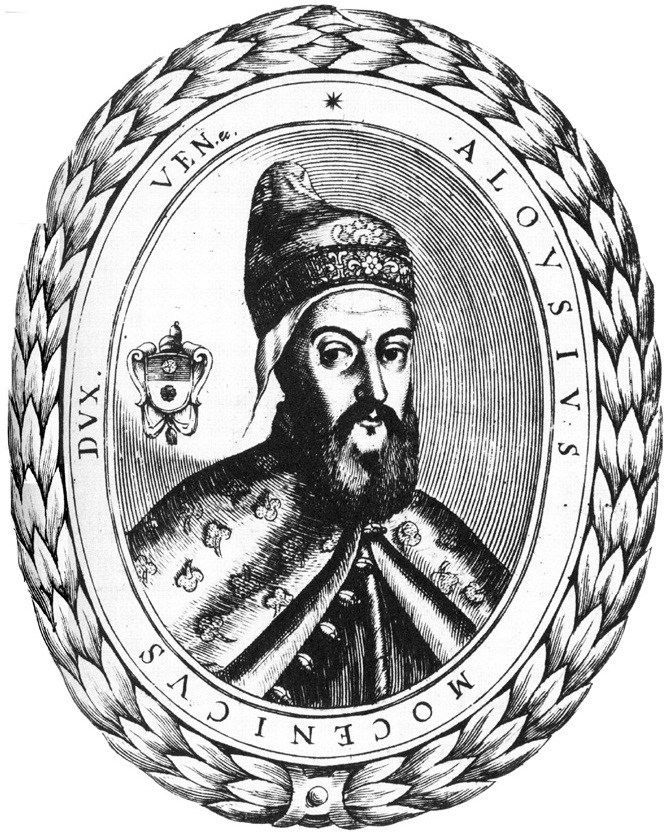
Alvise Ier Mocenigo.
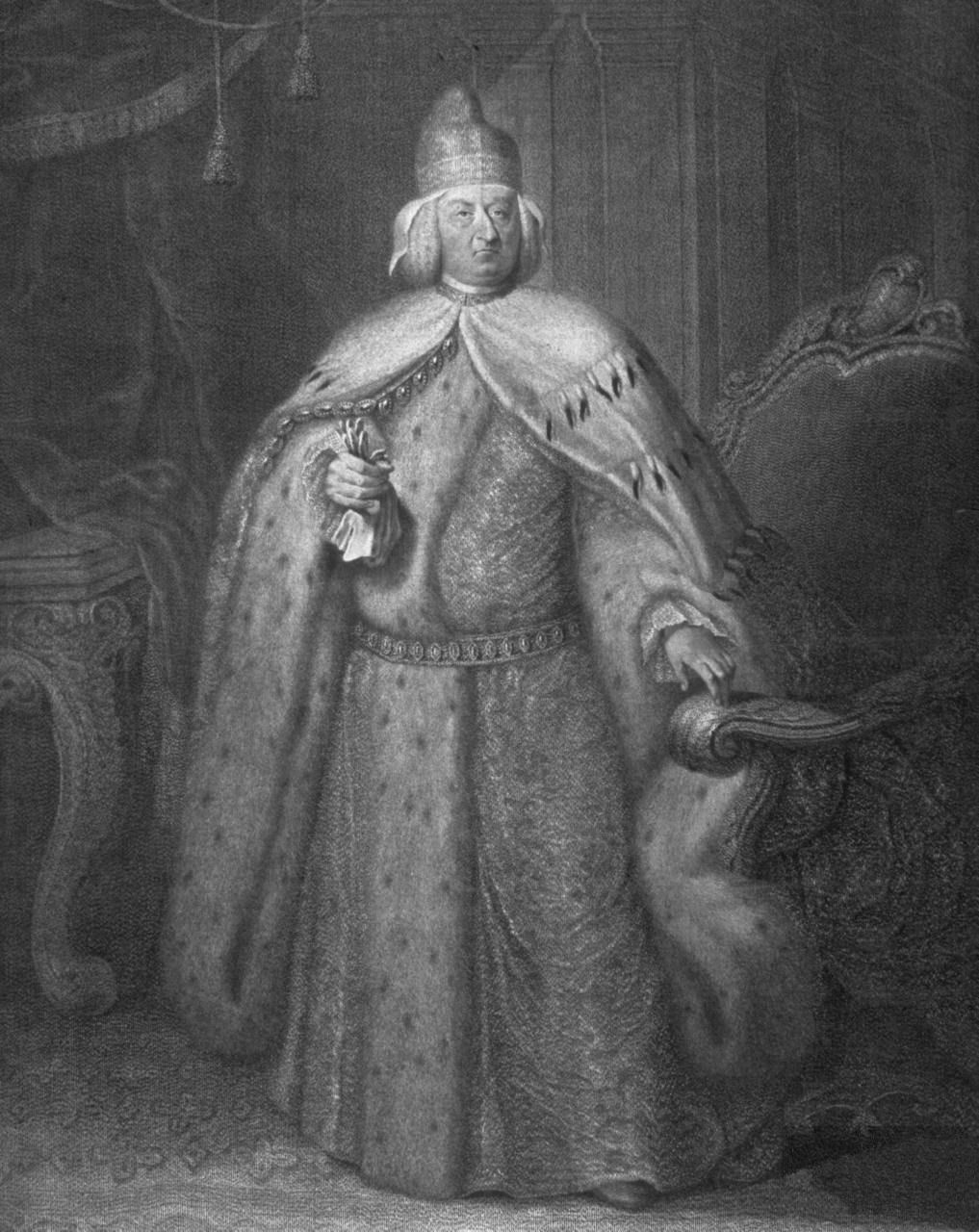
Alvise IV Giovanni Mocenigo.

## Palais

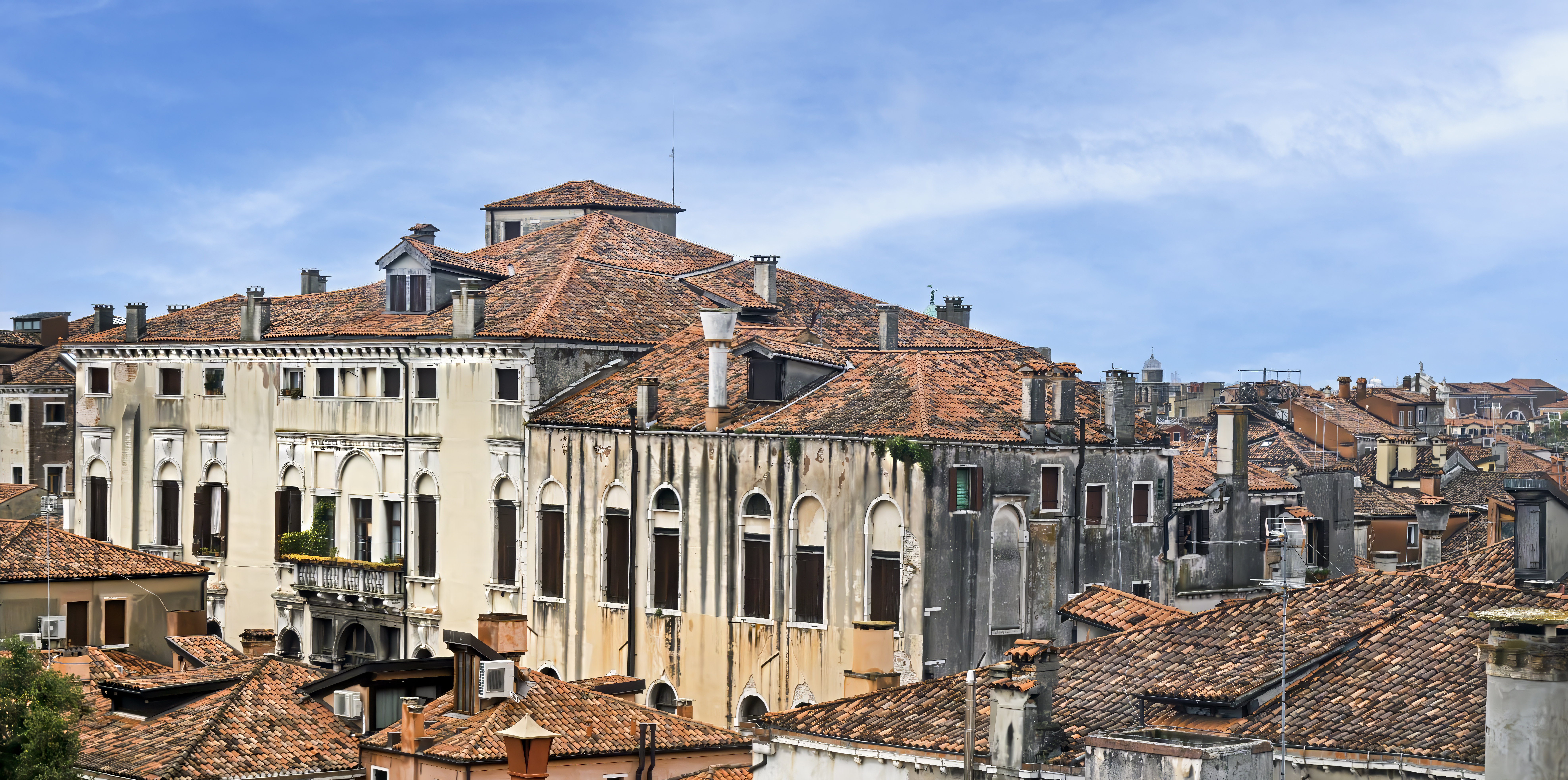
Palais-Musée Mocenigo vu de Ca' Pesaro.

- Palazzo Mocenigo (Santa Croce) : la branche qui descendait de Nicolò Mocenigo (le frère de Alvise Ier Mocenigo) s'y installe au début du XVIIe siècle jusqu'en dix neuf cents lorsque meurt Alvise Nicolò Mocenigo, dernier descendant direct de la branche de San Stae, qui le donna à la municipalité de Venise[17]. Il est actuellement occupé par une galerie d'art, ainsi que par les bureaux du Centro Studi di Storia del Tessuto e del Costume[7] (Centre pour l'histoire des textiles et de costumes) ;
- Palazzo Mocenigo Ca' Vecchia : bâtiment de style gothique, qui a été reconstruit entre 1623 et 1625[18] ;
- Palazzo Mocenigo detto « il Nero » (le Noir) ;
- Palazzo Mocenigo Ca' Nova : palais construit à la fin du XVe siècle, et reconstruit un siècle plus tard. La façade a été achevée au début du XVIIe siècle[18] ;
- Palazzo Nani Mocenigo : bâtiment de style gothique du XVe siècle ;
- Palazzo Contarini Mocenigo : construit au XVIe siècle, passe au rameau Mocenigo de San Stae en 1883. Il est actuellement la propriété de la ville de Venise et est le siège de la police municipale[19].

Andrea Palladio indique, dans Les Quatre Livres de l'architecture (1570) deux projets pour Leonardo Mocenigo, non réalisés :
- Villa Mocenigo à Marocco (Vénétie) (it) (situé près de la Villa Volpi)
- Villa Mocenigo à la Brenta.